# Petymeg
A petymegek (Genetta) a ragadozók (Carnivora) rendjébe tartozó cibetmacskafélék (Viverridae) egyik neme összesen 16 vagy 17 fajjal. A közönséges petymeg (G. genetta) az egyetlen petymeg, egyben cibetmacskaféle amely Európában (Ibériai-félsziget, Franciaország és Olaszország) is előfordul.

## Rendszerezés
A nembe az alábbi alnemek és fajok tartoznak:
A Genetta alnembe sorolt fajok:
- angolai petymeg (Genetta angolensis) – Bocage 1882
- kontyos petymeg (Genetta cristata) – Hayman 1940
- sörényes petymeg (Genetta felina) – Thunberg 1811
- közönséges petymeg (Genetta genetta) – Linnaeus 1758
- rozsdafoltos petymeg (Genetta maculata) – Gray 1830
- párducpetymeg (Genetta pardina) – I. Geoffroy Saint-Hilaire 1832
- kisfoltú vagy szerválpetymeg (Genetta servalina) – Pucheran 1855
- nagyfoltú petymeg (Genetta tigrina) – Schreber 1776
- óriáspetymeg (Genetta victoriae) – Thomas 1901
- királypetymeg (Genetta poensis) – Waterhouse 1838
- Bourlon-petymeg (Genetta bourloni) – Gaubert 2003
- Schouteden-petymeg (Genetta schoutedeni) – Crawford-Cabral 1970
- kalahári vagy Letaba-petymeg (Genetta letabae)[2]

A Pseudogenetta alnembe sorolt fajok:
- abesszin petymeg (Genetta abyssinica) – Rüppell 1836
- fakó petymeg (Genetta thierryi) – Matschie 1902 vagy G. rubigonosa, G. villiersi

A Paragenetta alnem egyetlen faja:
- Johnston-petymeg (Genetta johnstoni) – Pocock 1908

Az Osbornictis alnem egyetlen faja:
- vízi cibetmacska (Genetta piscivora) – Allen 1919; egyesek az önálló Osbornictis nembe sorolják

A becslések szerint a Genetta és a Poiana nemek 9,5-13,3 millió éve váltak el egymástól. A petymegek a becslések szerint legalább 8,5 millió éve kezdtek elválni egymástól; a szétválás a fakó petymeggel, majd az óriáspetymeggel kezdődött 3,98-6,01 millió évvel ezelőtt.

## Leírás
A petymegek törzse erősen megnyúlt, talpukon csupasz hosszanti csík követhető végig, mellső és hátsó lábaikon egyaránt öt ujjuk van, karmaikat részben vissza tudják húzni, farkuk hosszú és gyűrűs, fülük közepesen nagy, pofájuk hegyes. Végbéltájékukon kis mirigytasakuk van, aminek két különvált levezető csatornája a végbélnyílás két oldalán nyílik. Minden faj gerince mentén sötét csík van, szőrzetük színében és mintázatában különböznek egymástól. Méretük fajfüggő, fej-törzs hosszuk 40,9-60 cm, farkuk 40–47 cm-es. Nagy szemeik vannak ovális pupillákkal, íriszük színe körülbelül a bundájukéval megegyező. Mivel szemüket csak korlátozott mértékben tudják mozgatni, inkább a fejüket mozgatják, hogy a mozgó tárgyakra fókuszáljanak. Fülkagylójuk kívül vékony rétegben szőrös, körülbelül 80°-ban tudják elmozdítani elölről hátra, illetve lelapítani.
A petymegek fajait alaktanilag három típusba oszthatjuk:
- A G. tigrina típus fajainak szőre rövid, sörényük nincs, lábaik világosak és törzsükön nagy foltokat viselnek, amelyek közepe mindig világosabb. Afrika szavannáin, illetve a Dél-Afrikától Etiópiáig és Szenegambiáig az őserdő-vidék egyes foltjaiban élnek.
- A G. genetta típus fajainak szőre hosszú, durva sörtés, közepesen nagy, egyenletes színkitöltésű foltokkal. Hátsó lábaikon a szőr sötét, hátsörényük fölmereszthető, farkuk bozontos. Ez a legelterjedtebb csoport: mindenfelé megtalálható Afrika szavannáin, eljutott Szíriába és Afrika Földközi-tengeri partvidékére és őseink Francia- és Spanyolországba is betelepítették.
- A G. servalina típus foltjai aprók; elterjedése a nyugat- és közép-afrikai őserdőkre (Kongó-medence) szorítkozik. Lábaik hosszúak, szőrük rövid, de puha, határozott hátsörényük nincs. Hátsó lábaik sötétek, bundájukat számtalan apró, barnásfekete folt tarkítja.

## Elterjedésük, élőhelyük
A petymegek összes faja Afrikában őshonos, a közönséges petymeget a történelmi időkben Európába is betelepítették. Körülbelül 1000-1500 évvel ezelőtt Magreb vidékéről került a Földközi-tenger térségébe félig háziasítva, és később onnan terjedt el Dél-Franciaországba és Olaszországba. A Szaharától északra, valamint a délre fekvő szavannákon Dél-Afrikáig, illetve Arábia, Jemen és Omán partjai mentén élnek.
- A nagyfoltú petymeg (G. tigrina) a Dél-afrikai bozótosokban, füves pusztákon és part menti erdőkben él.[7]
- A sörényes petymeg (G. felina) Angolában, Namíbiában, Dél-Afrikában és Zambiában él erdős szavannákon, füves pusztákon, bozótosokban, száraz területeken.
- A rozsdafoltos petymeg (G. maculata) erdős szavannákon, esőerdőkben és Etiópiában hegyvidéki erdőkben 3400 méteres magasságig széles körben elterjedt.[8]
- A párducpetymeg (G. pardina) esőerdőkben, galériaerdőkben, párás erdőkben, illetve ültetvényeken és külvárosokban él Szenegáltól a Volta folyóig (Ghána).[9]
- Az abesszin petymeget (G. abyssinica) Etiópiában 3750 méterig terjedő száraz hegyvidéki erdőkből jegyezték fel.[10]
- A királypetymeg (G. poensis) elterjedési területe a Kongó-medencében, Bioko szigetén, Ghánában és Libériában található esőerdőkre korlátozódik.
- A szerválpetymeg (G. servalina) Közép-Afrika síkvidéki erdeiben él Zanzibár magaslati bambuszerdeiig és bozótjaiig.[11]
- Az angolai petymeg (G. angolensis) Angolától Közép-Tanzániáig él nyílt erdőkben.[12]
- Az óriáspetymeg (G. victoriae) a Kongói Demokratikus Köztársaság és Nyugat-Uganda esőerdőiben él.[13]
- A fakó petymeg (G. thierryi) szavannákon és nedves erdőkben él Nyugat-Afrikában.
- A kalahári petymeget (G. letabae) Lesotho, Szváziföld, Mozambik, Namíbia és Dél-Afrika erdős szavannáin jegyezték fel.
- A Johnston-petymeg (G. johnstoni) Guinea sűrű esőerdeiben él.[14]
- A vízi cibetmacska (G. piscivora) a Kongó folyótól a kenyai Rift-völgy esőerdeiig fordul elő.[15]
- A kontyos petymeg (G. cristata) Nigéria és Kamerun cserjéseiben és lombhullató erdeiben őshonos.[16]
- A Schouteden-petymeg (G. schoutedeni) a trópusi Afrika esőerdeiben, erdős szavannáin él.
- A Bourlon-petymeg (G. bourloni) csak a Nyugat-afrikai Guinea esőerdeiben fordul elő.[17]

## Életmódjuk
A petymegek rendkívül mozgékonyak, gyors reflexeik és kivételes mászóképességük van. A cibetmacskafélék közül csak a petymegek képesek hátsó lábaikra állni. Mindenevők, opportunista módon táplálkoznak gerinctelenekkel és kisebb gerincesekkel, de növényeket és gyümölcsöket is fogyasztanak; a vízi cibetmacska nagyrészt halakat, míg a Johnston-petymeg valószínűleg főként rovarokat eszik. A nőstényeknek almonként legfeljebb öt kölykük lehet, amelyeket egyedül nevelnek fel. Alapvetően a földön élnek, de sok időt töltenek a fákon is. Magányosan élnek, kivéve a szaporodási és utódnevelési időszakot. Fogságban a közönséges petymegek 13 évig élhetnek; egy fogságban élt hím petymeg 22,7 évig élt.

## Természetvédelmi helyzetük
A kontyos és a Bourlon-petymegre az erdőirtás és a földek mezőgazdasági hasznosítása miatti élőhelyvesztés jelent komoly veszélyt; ezt a két fajt ugyanakkor bundájukért és húsukért vadásszák is, emiatt az IUCN sebezhetőként tartja őket számon. Ezek a veszélyek a Johnston-petymeget is fenyegetik, amelyet így mérsékelten fenyegetettként tartanak számon. A szintén mérsékelten fenyegetett vízi cibetmacskára ugyan hatással lehet a vadászat, de jelentősebb veszélyforrásokat még nem azonosítottak. A király- és abesszin petymegek olyannyira kevésbé ismertek, hogy veszélyforrásokat nem lehet azonosítani; ezek a fajok az adathiányos kategóriában vannak. A többi petymegfajt különösebben nem fenyegetik veszélyek, így ezek a nem fenyegetett kategóriában szerepelnek.

## Képek

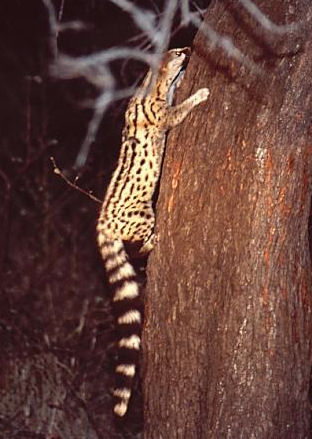
Angolai petymeg (G. angolensis) fáramászás közben
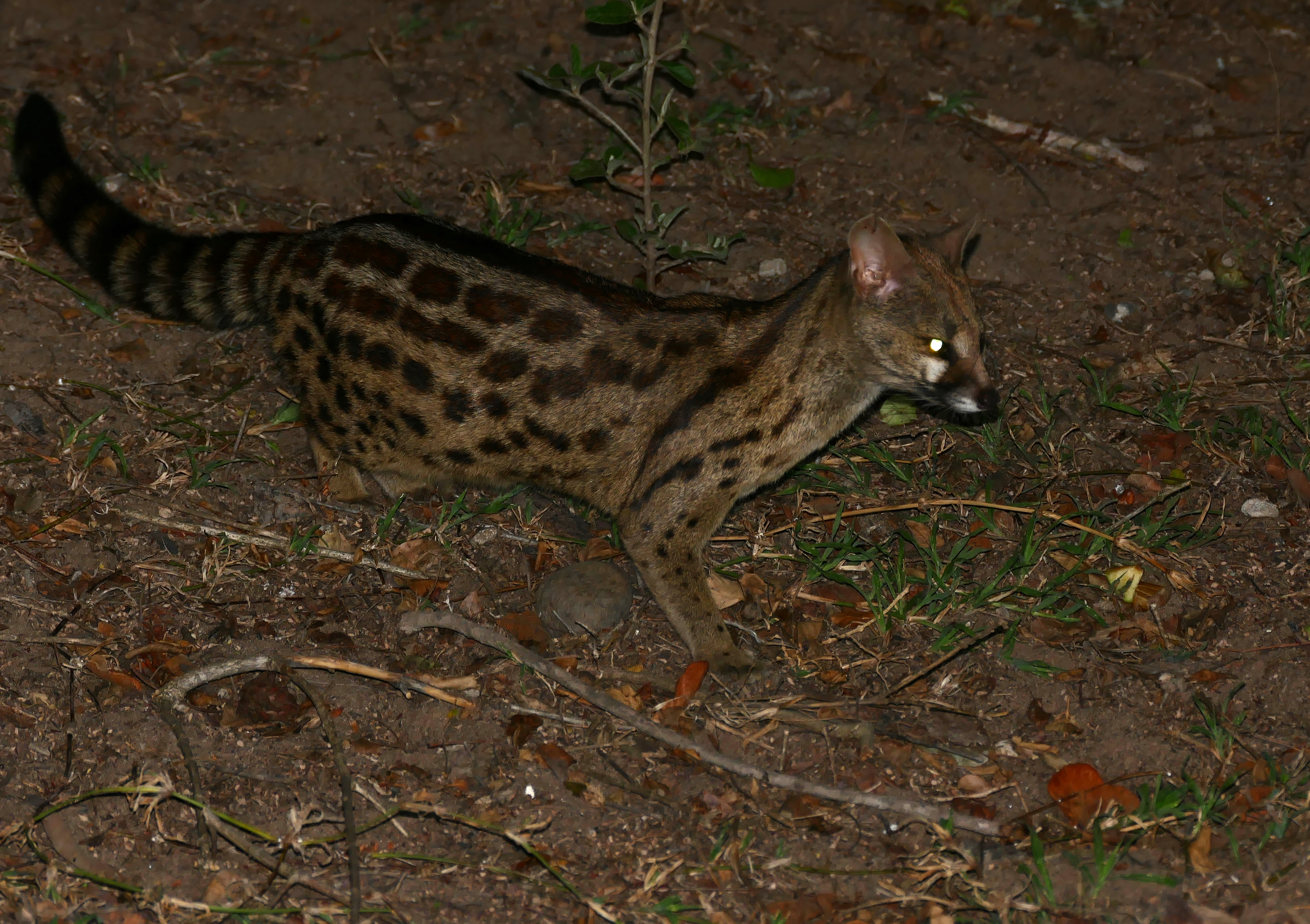
Rozsdafoltos petymeg (G. maculata)
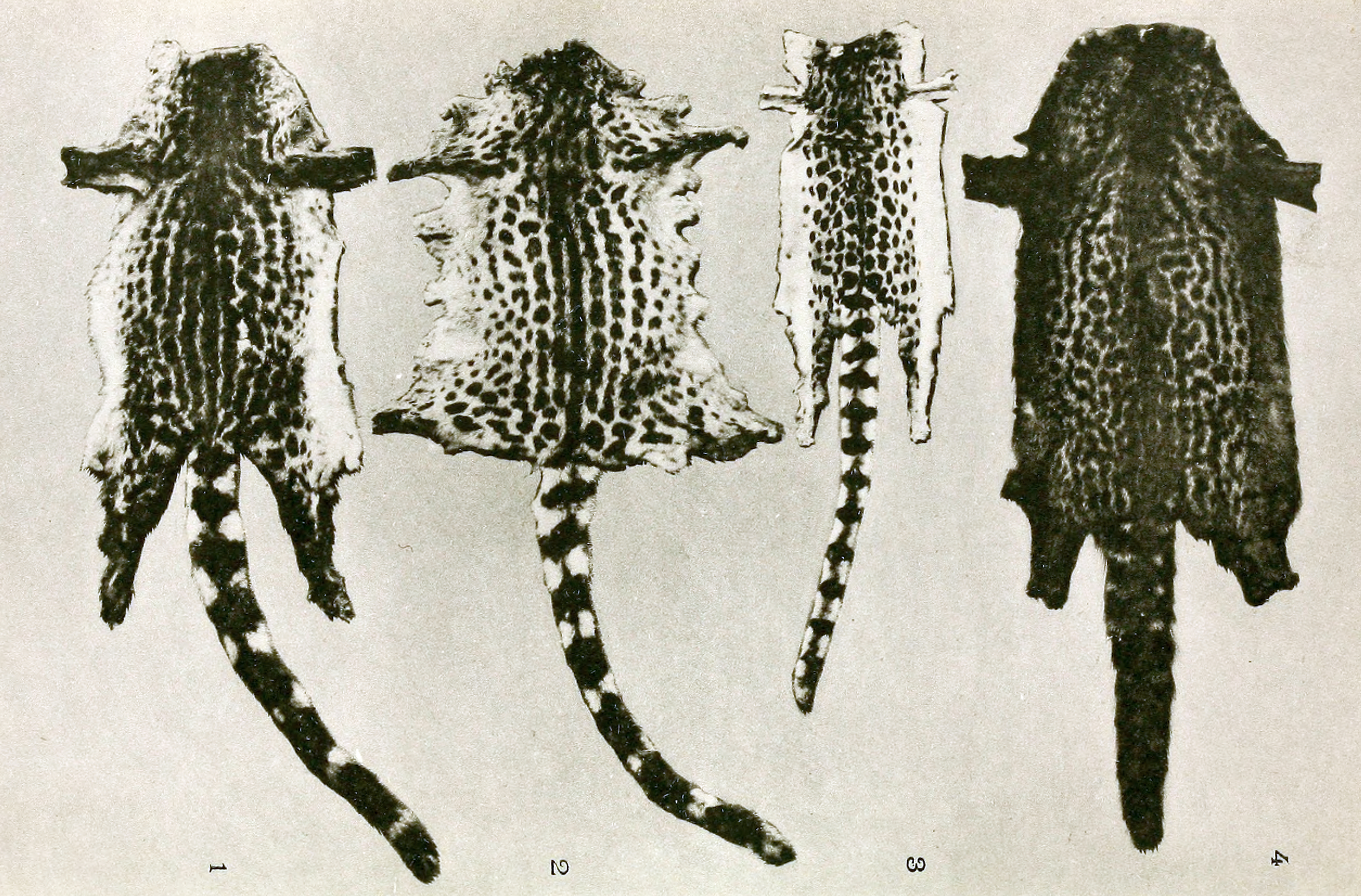
Különféle cibetmacskaféle szőrmék, balról jobbra haladva: két Johnston-petymeg (G. johnstoni), egy nyugat-afrikai pojána (Poiana leightoni) és egy királypetymeg (G. poensis)
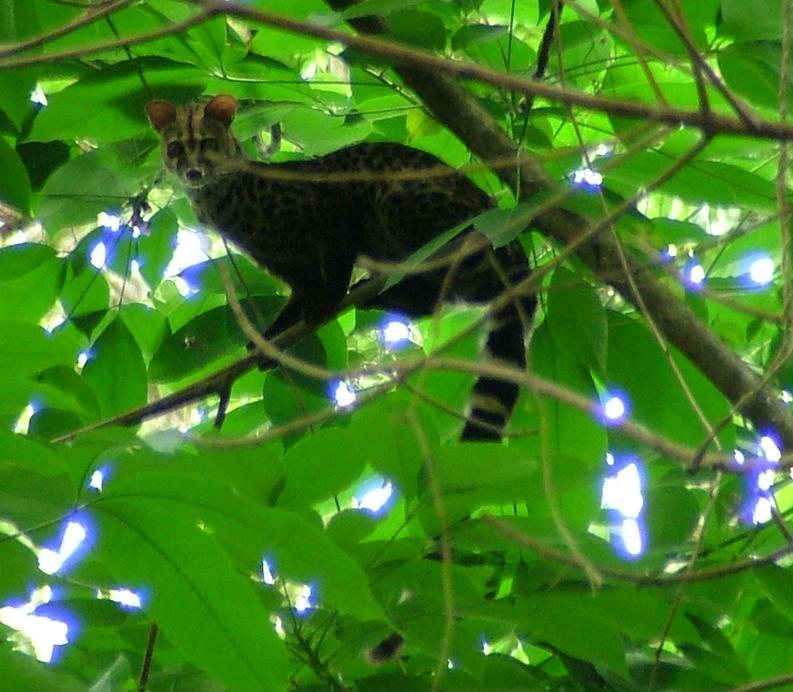
Szerválpetymeg (G. servalina)
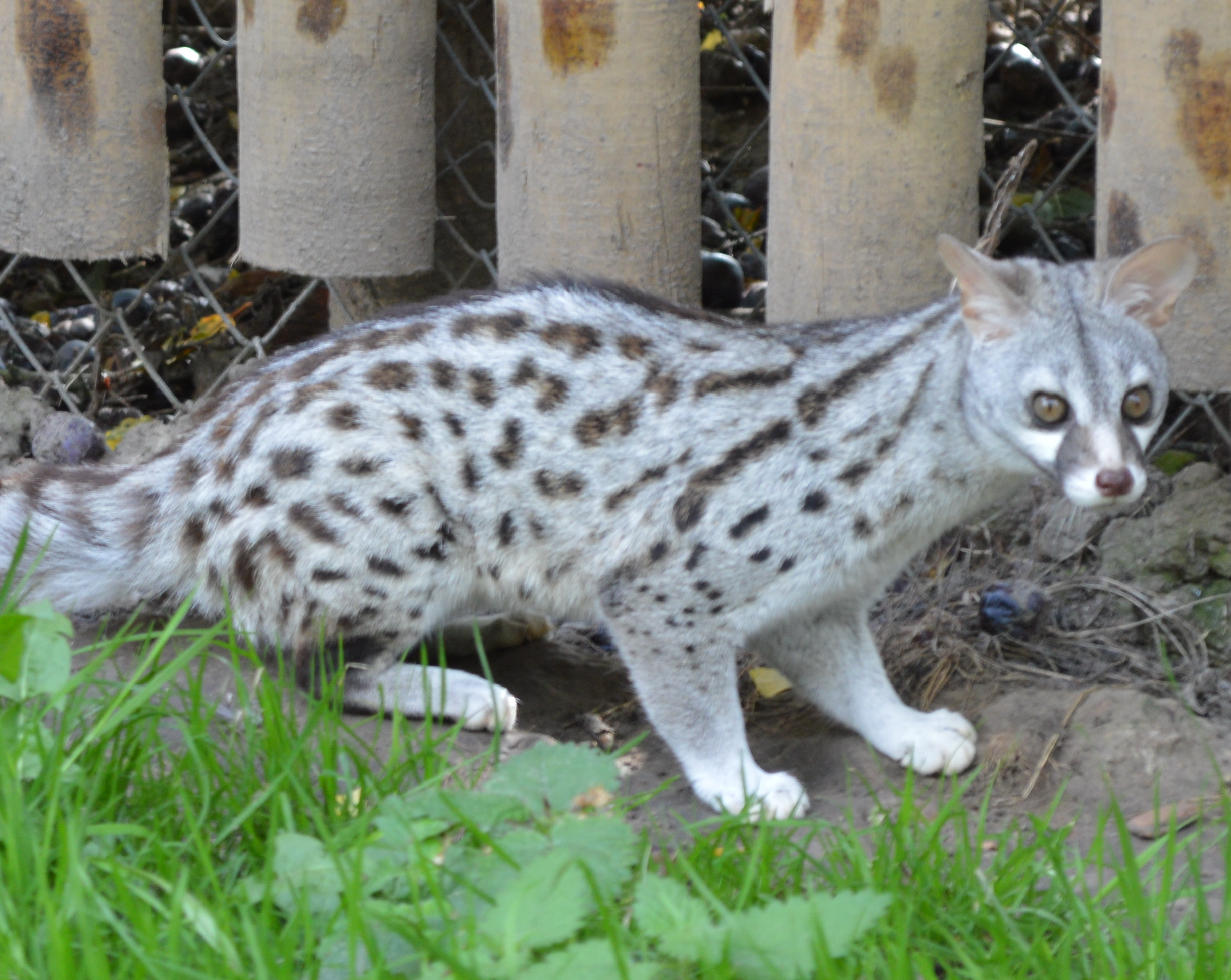
Párducpetymeg (G. pardina)